# لاسلو تیسا
 لاسلو تیسا (انگلیسی: László Tisza؛ زاده ۷ ژوئیهٔ ۱۹۰۷ - درگذشته ۱۵ آوریل ۲۰۰۹) یک فیزیک‌دان اهل ایالات متحده آمریکا بود.